# Serie B 1937-1938 (pallacanestro maschile)
Il campionato di Serie B di pallacanestro maschile 1937-1938 secondo livello del 18º campionato italiano, è il 1° organizzato dalla FIP sotto tale definizione.
Le squadre sono divise in tre gironi, le prime classificate dei primi tre gironi si qualificano per il girone finale. I gironi avrebbero dovuto essere da 4, ma tra ripescaggi, ritiri e fusioni due posti vacarono. Le prime 2 classificate del girone finale saranno promosse in massima divisione.
Le squadre si incontrano in partite di andata e ritorno. La vittoria vale 2 punti, la sconfitta 1. Sono previsti i supplementari dopo eventuali pareggi.

## Girone A

### Classifica
|  |    | classifica girone B 1937-1938 | Pt | G | V | P | PtF | PtS |
|  | -- | ----------------------------- | -- | - | - | - | --- | --- |
|  | 1. | Guf Bologna                   | 8  | 4 | 4 | 0 | 152 | 105 |
|  | 2. | Guf Pisa                      | 6  | 4 | 2 | 2 | 95  | 114 |
|  | 3. | GUF Siena                     | 4  | 4 | 0 | 4 | 67  | 107 |

### Risultati
| Risultati   | BO    | PI    | SI    |
| ----------- | ----- | ----- | ----- |
| GUF Bologna |       | 33-18 | 47-33 |
| GUF Pisa    | 26-35 |       | 21-19 |
| GUF Siena   | 28-37 | 27-30 |       |

## Girone B

### Classifica
|  |    | classifica girone B 1937-1938 | Pt | G | V | P | PtF | PtS |
|  | -- | ----------------------------- | -- | - | - | - | --- | --- |
|  | 1. | Pirelli Milano                | 7  | 4 | 3 | 1 | 132 | 89  |
|  | 2. | Giordana Genova               | 7  | 4 | 3 | 1 | 111 | 112 |
|  | 3. | GUF Torino                    | 4  | 4 | 0 | 4 | 102 | 144 |

### Risultati
| Risultati       | MI    | GE    | TO    |
| --------------- | ----- | ----- | ----- |
| Pirelli Milano  |       | 27-11 | 38-23 |
| Giordana Genova | 33-28 |       | 29-24 |
| GUF Torino      | 22-39 | 33-38 |       |

## Girone C

### Classifica
|  | Pos. | Squadra                | Pt | G | V | P | PtF | PtS | Diff. |
|  | ---- | ---------------------- | -- | - | - | - | --- | --- | ----- |
|  | 1.   | S.S. Parioli           | 11 | 6 | 5 | 1 | 249 | 123 | 126   |
|  | 2.   | Guf Palermo            | 11 | 6 | 5 | 1 | 178 | 181 | -3    |
|  | 3.   | Poli. Torrepelosa Bari | 8  | 6 | 2 | 4 | 142 | 148 | -6    |
|  | 4.   | Guf Cagliari           | 6  | 6 | 0 | 6 | 151 | 268 | -117  |

Legenda:
      Ammessa al girone finale.
Regolamento:
Due punti a vittoria, uno a sconfitta.

### Risultati
|          | PAR   | GPA   | GCA   | TPB   |
| -------- | ----- | ----- | ----- | ----- |
| Parioli  | ––––  | 56-12 | 56-13 | 29-13 |
| Palermo  | 40-37 | ––––  | 46-30 | 30-29 |
| Cagliari | 22-42 | 28-48 | ––––  | 35-47 |
| Empoli   | 23-29 | 1-2   | 29-23 | ––––  |

## Girone Promozione
|  |    | classifica serie B 1937-1938 | Pt | G | V | P | PtF | PtS |
|  | -- | ---------------------------- | -- | - | - | - | --- | --- |
|  | 1. | Parioli Roma                 | 7  | 4 | 3 | 1 | 161 | 134 |
|  | 2. | Pirelli Milano               | 6  | 4 | 2 | 2 | 139 | 133 |
|  | 3. | GUF Bologna                  | 5  | 4 | 1 | 3 | 129 | 162 |

### Risultati
| Risultati         | RO    | MI    | BO    |
| ----------------- | ----- | ----- | ----- |
| S.S. Parioli Roma |       | 46-39 | 58-29 |
| Pirelli Milano    | 26-27 |       | 36-27 |
| GUF Bologna       | 40-30 | 33-38 |       |

## Verdetti

La Parioli Roma 1937-1938.

- S.S. Parioli Roma vince il campionato di Divisione Nazionale B

Formazione: Porta, Fischer, Marietti, Bartoli, Mazza, Cionni, Conti, Camilli, Triolo, Massotti. Coach: Maresciallo Bovi